# Lophiomyinae
Sous-famille
Les Lophiomyinae sont une sous-famille de rongeurs muroïdes de la famille des Cricétidés.
Actuellement, cette sous-famille ne comprend qu'une seule espèce, Lophiomys imhausi, mais on a trouvé des restes sub-fossiles de lophiomyinés en Israël, et des fossiles au Maroc, en Éthiopie et en Espagne.